# Barbara Vidovič
Barbara Vidovič, slovenska gledališka igralka, * 21. november 1969, Maribor.
Med letoma 1998 in 2008 je bila članica ansambla SLG Celje, nato je začela voditi zavod Talija, v katerem je delovala tudi z režiserjem Michaelom Greenom Alujevičem.
Bila je selektorica 56. Linhartovega srečanja ljubiteljskih gledališč (2017).

### Zasebno
Ima odraslega sina. Sanjala je o delu industrijske oblikovalke, nato se je odločila, da bo svoj hobi, igralstvo, spremenila v poklic.

## Gledališče
- 2018: Barbi Šov, 50 odtenkov ženske, Talija - ustvarjalni laboratorij
- 2015: Mirna žena; Slavko Grum Dogodek v mestu Gogi, r. Jaša Koceli, Anton Podbevšek teater
- 2012:  Špelca, Lojze, Puhec; Barbara Vidovič Duhec Puhec - duhec s celjskega gradu, r. Barbara Vidovič, Talija - ustvarjalni laboratorij
- 2008: Teta Pika; B. Vidovič Dogodivščina zajčka Branka, Talija - ustvarjalni laboratorij
- 2005: Candy Starr; Dale Wassermann Let nad kukavičjim gnezdom, r. Dušan Jovanović, SLG Celje
- 2005: Stevardesa, Tretja ženska, Druga ženska; Vladimir in Oleg Presnjakov Terorizem, r. Mateja Koležnik, SLG Celje
- 2003: Jacqueline; Eugene Ionesco Jacques ali Podrejenost. Prihodnost je v jajcih ali Kaj vse je treba za en svet, r. Diego de Brea, SLG Celje
- 2000: Eunice; Tennessee Williams Tramvaj Poželenje, r. Matija Logar, SLG Celje
- 2000: Rene; Jukio Mišima Markiza de Sade, r. Dušan Mlakar, SLG Celje
- 1998: Žena narednika; Slawomir Mrožek Policija, r. Jaša Jamnik, Prešernovo gledališče Kranj

## Filmografija
- 2021: Sanremo
- 2020: Najini mostovi, Žorževa žena (TV serija)
- 2015: Sošolki, Katja (kratki film)
- 2012: Moji, tvoji, najini, socialna delavka (TV serija)
- 2001: Barabe!, Madona (celovečerni film)

## Nagrade in priznanja
- 2019: festival Mono Bene (Celovec), Artaud'scher Hammer za vlogo Thee Schreiber Gammelin (M. Alujević, Moje življ. z Almo Karlin)[8]
- 2008: Dnevi komedije v Celju, naziv žlahtne komedijantke za vlogo Aleksandrije Toguševe (Saše) (R. Bean, Evrofilija, SLG Celje)
- 2007: bronasti grb Mestne občine Celje za dosežke v preteklih sezonah[4]
- 2004: priznanje ZDUS za igralske dosežke v letu 2003[9]
- 1998: zlatolaska za vlogo Ženske (Človeški glas, AGRFT)